# Sophia Xenophontos
Sophia A. Xenophontos, griechisch Σοφία Α. Ξενοφώντος (* 21. Mai 1985), ist eine zypriotische Klassische Philologin und Philosophiehistorikerin auf dem Gebiet der antiken und der byzantinischen Philosophie.
Nach dem B.A. in Klassischen Studien an der Universität Zypern (2003–2007) erwarb sie 2008 einen Master of Studies in Gräzistik an der Universität Oxford mit einer Dissertation zu Plutarchs politischem Denken. Zum D.Phil. promoviert wurde sie 2011 ebenda mit einer viel beachteten Dissertation zur ethischen Erziehung im Werk Plutarchs bei Christopher Pelling. Gefördert wurde ihr Promotionsstudium durch die Alexander-Onassis-Stiftung und die A. G. Leventis–Stiftung. Von 2010 bis 2011 lehrte sie Griechisch an der Universität Oxford, von 2012 bis 2013 war sie Visiting Lecturer im Department of Classical Studies and Philosophy der Universität Zypern, von 2013 bis 2014 Postdoctoral Research Fellow an der Université libre de Bruxelles. Es folgte eine Anstellung an der Universität Glasgow als Lecturer in Classics (2014–2018) und als Assistant Professor of Classics (2018–2022). Seit 2022 ist sie Associate Professor für Griechische Sprache und Literatur an der Aristoteles-Universität Thessaloniki.
Sophia Xenophontos arbeitet zur griechischen Literatur der ersten Jahrhunderte n. Chr., insbesondere zu Plutarch und Galen, zur Rezeption der klassischen Literatur in Byzanz und in der neugriechischen Aufklärung sowie zu den Aristoteles-Kommentatoren (insbesondere zu den byzantinischen Gelehrten Georgios Pachymeres und Theodoros Metochites). Außerdem forscht sie zur Geschichte der Emotionen, der Psychotherapie und der medizinischen Deontologie in der Antike und im Mittelalter.

## Schriften (Auswahl)
Monographien
- Medicine and Practical Ethics in Galen. Cambridge University Press, Cambridge 2024.
- Georgios Pachymeres, Commentary on Aristotle, Nicomachean Ethics: Critical Edition with Introduction and Translation. (= Commentaria in Aristotelem Graeca et Byzantina. Series academica, Band 7). De Gruyter, Berlin 2022. – Rezension von Vasia Vergouli, Bryn Mawr Classical Review 2023.10.09
- Theodore Metochites’ On Morals or Concerning Education: Introduction, Translation, and Notes. Harvard University Press, Cambridge, Mass., London 2020.
- Ethical Education in Plutarch: Moralising Agents and Contexts. De Gruyter, Berlin, Boston 2016. – Rezensionen in Auswahl von: Marion Schneider, in: H-Soz-Kult 09.01.2017; Kendra Eshleman, in: sehepunkte 17 (2017), Nr. 3 15.03.2017; James Uden, in: Bryn Mawr Classical Review 2017.05.35; Geert Roskam, in: L’Antiquité Classique 87 (2018) S. 332–334 (online); Mathilde Cambron-Goulet, in: Anabases 28 (2018) S. 400–402, (online); M. González Gonsález, in: Ploutarchos, n.s., 16 (2019) S. 95–98 (online)

Herausgeberschaften
- mit Anna Marmodoro (Hrsg.): The Reception of Greek Ethics in Late Antiquity and Byzantium. Cambridge University Press, Cambridge 2021.
- mit R. White, C. McGeachan und G. Miller (Hrsg.): Other Psychotherapies. Special issue for the journal Transcultural Psychiatry, Band 57.5, 2020.
- mit Κaterina Oikonomopoulou (Hrsg.): Brill’s Companion to the Reception of Plutarch. Brill, Leiden 2019.
- mit Petros Bouras-Vallianatos (Hrsg.): Greek Medical Literature and its Readers: From Hippocrates to Islam and Byzantium. Routledge, London-New York 2018.